# Жиња
Жиња (фр. Gignat) насеље је и општина у централној Француској у региону Оверња, у департману Пиј де Дом која припада префектури Исоар.
По подацима из 2011. године у општини је живело 243 становника, а густина насељености је износила 69,63 становника/km². Општина се простире на површини од 3,49 km². Налази се на средњој надморској висини од 420 метара (максималној 564 m, а минималној 415 m).

## Демографија
| 1962. | 1968. | 1975. | 1982. | 1990. | 1999. | 2006.       | 2011. |
| ----- | ----- | ----- | ----- | ----- | ----- | ----------- | ----- |
| 225   | 238   | 244   | 253   | 213   | 227   | environ 250 | 243   |

График промене броја становника у току последњих година